# Seri (Dailekh)
Pour les articles homonymes, voir Seri.
Seri (en népalais : सेरी) est un comité de développement villageois du Népal situé dans le district de Dailekh. Au recensement de 2011, il comptait 2 143 habitants.